# Communauté de communes Cœur de Charente
La communauté de communes Cœur de Charente est une communauté de communes française, située dans le département de la Charente et la région Nouvelle-Aquitaine.

## Historique
Créée à la date du 19 décembre 2016 avec effet le 1er janvier 2017, la communauté de communes Cœur de Charente se forme à la suite de la fusion des communautés de communes de la Boixe (14 communes), du Pays d'Aigre (15 communes) et du Pays Manslois (27 communes). Elle regroupait cinquante-quatre communes à sa création au 1er janvier 2017.
Le 1er janvier 2018, à la suite de la création de Val-de-Bonnieure par fusion de Saint-Angeau, Sainte-Colombe et Saint-Amant-de-Bonnieure, elle ne compte plus que 52 communes.
L'année suivante, Villejésus est absorbée par Aigre, portant à 51 le nombre de communes adhérentes.
Depuis le 1er janvier 2023, le nombre de communes fédérées est porté à 50 à la suite de la création de Mansle-les-Fontaines par fusion de Mansle et Fontclaireau.
Le 1er janvier 2025, Moutonneau rejoint la commune nouvelle d'Aunac-sur-Charente et les communes de Montignac-Charente et de Vars fusionnent également pour constituer la commune nouvelle de La Boixe.

## Géographie

### Géographie physique
Située au nord-ouest du département de la Charente, la communauté de communes Cœur de Charente regroupe 48 communes et a une superficie de 603.40.

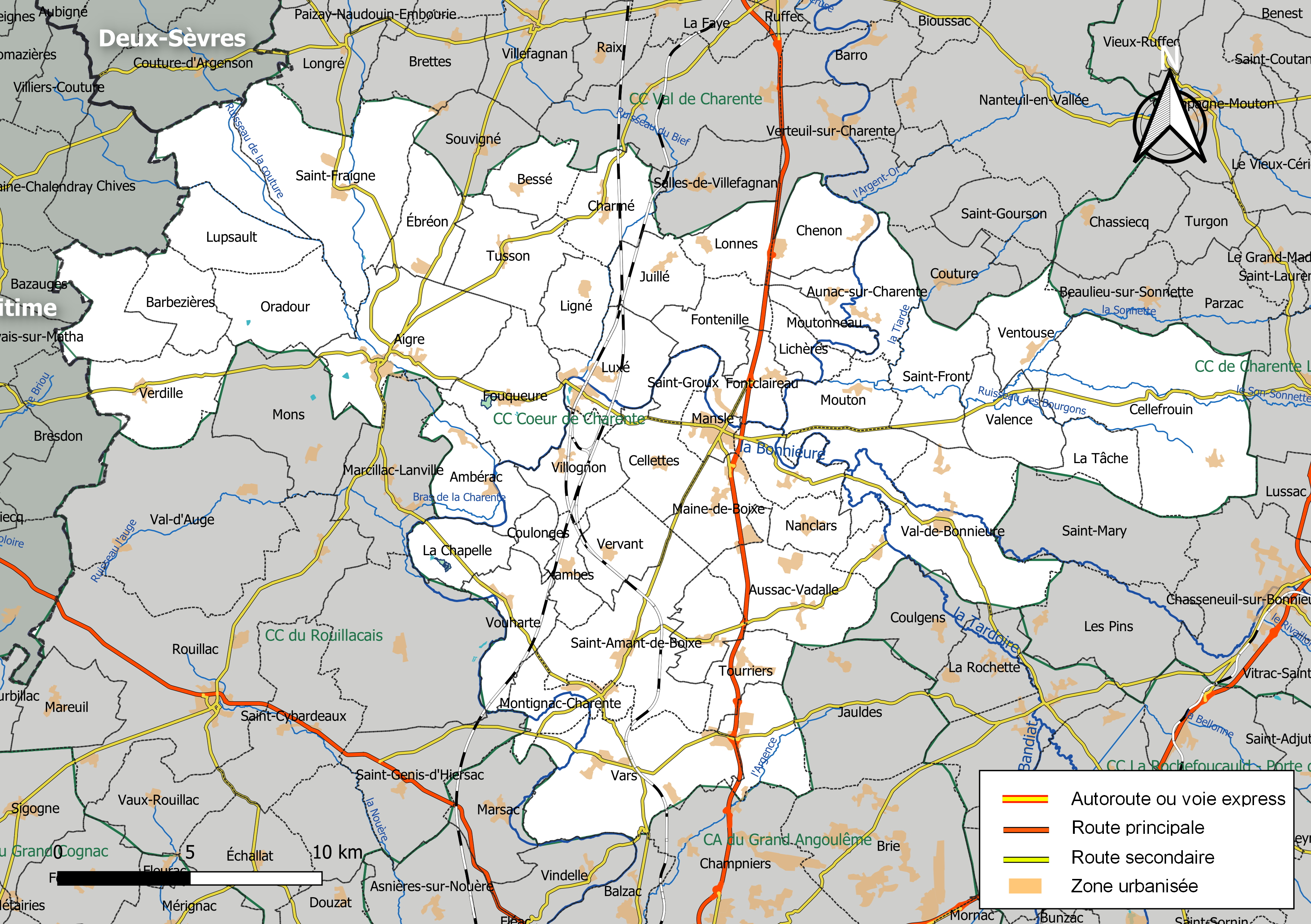
Carte de la communauté de communes Cœur de Charente au 1er janvier 2019.

### Composition

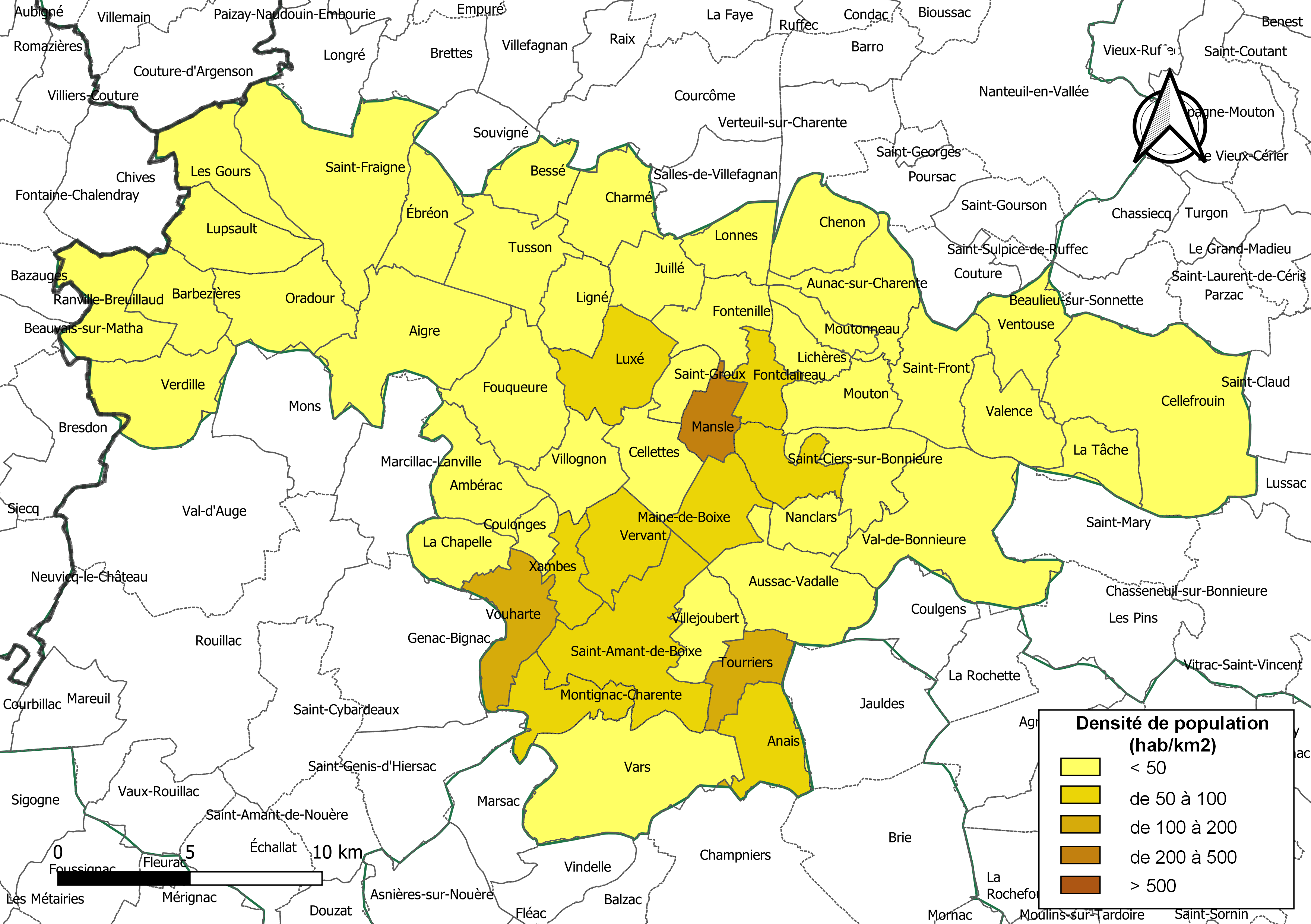
Carte des densités de population (millésimée 2016) des communes de la communauté de communes Cœur de Charente. Composition en communes au 1er janvier 2019

La communauté de communes est composée des 48 communes suivantes :

| Nom                       | Code Insee | Gentilé         | Superficie (km2) | Population (dernière pop. légale) | Densité (hab./km2) |
| ------------------------- | ---------- | --------------- | ---------------- | --------------------------------- | ------------------ |
| Tourriers (siège)         | 16383      | Tourrierois     | 6,77             | 787 (2022)                        | 116                |
| Aigre                     | 16005      | Aigrinois       | 23,82            | 1 600 (2022)                      | 67                 |
| Ambérac                   | 16008      | Ambéracois      | 12,1             | 312 (2022)                        | 26                 |
| Anais                     | 16011      | Anaisiens       | 9,87             | 566 (2022)                        | 57                 |
| Aunac-sur-Charente        | 16023      |                 | 17,01            | 662 (2022)                        | 39                 |
| Aussac-Vadalle            | 16024      |                 | 17,61            | 549 (2022)                        | 31                 |
| Barbezières               | 16027      | Berbicariens    | 9,29             | 137 (2022)                        | 15                 |
| Bessé                     | 16042      | Bessécois       | 7,67             | 113 (2022)                        | 15                 |
| La Boixe                  | 16393      |                 | 36,09            | 2 862 (2022)                      | 79                 |
| Cellefrouin               | 16068      | Cellefrouinais  | 40,09            | 579 (2022)                        | 14                 |
| Cellettes                 | 16069      | Cellettois      | 9,37             | 388 (2022)                        | 41                 |
| La Chapelle               | 16081      |                 | 7,69             | 191 (2022)                        | 25                 |
| Charmé                    | 16083      | Charmésiens     | 11,42            | 340 (2022)                        | 30                 |
| Chenon                    | 16095      | Chenonais       | 10,48            | 125 (2022)                        | 12                 |
| Coulonges                 | 16108      |                 | 3,02             | 121 (2022)                        | 40                 |
| Ébréon                    | 16122      | Ébréonais       | 10,05            | 139 (2022)                        | 14                 |
| Fontenille                | 16141      | Fontenillois    | 9,52             | 343 (2022)                        | 36                 |
| Fouqueure                 | 16144      | Fouqueurois     | 16,43            | 431 (2022)                        | 26                 |
| Les Gours                 | 16155      | Gorziens        | 11,42            | 93 (2022)                         | 8,1                |
| Juillé                    | 16173      | Juilléens       | 8,6              | 176 (2022)                        | 20                 |
| Lichères                  | 16184      | Lichérois       | 4,94             | 95 (2022)                         | 19                 |
| Ligné                     | 16185      | Lignéens        | 7,97             | 146 (2022)                        | 18                 |
| Lonnes                    | 16191      |                 | 7,51             | 188 (2022)                        | 25                 |
| Lupsault                  | 16194      | Supisultins     | 11,47            | 111 (2022)                        | 9,7                |
| Luxé                      | 16196      | Luxéens         | 12,17            | 732 (2022)                        | 60                 |
| Maine-de-Boixe            | 16200      | Manilibuxiens   | 9,35             | 476 (2022)                        | 51                 |
| Mansle-les-Fontaines      | 16206      |                 | 11,36            | 2 092 (2022)                      | 184                |
| Mouton                    | 16237      | Moltonais       | 9,08             | 223 (2022)                        | 25                 |
| Nanclars                  | 16241      |                 | 5,73             | 210 (2022)                        | 37                 |
| Oradour                   | 16248      |                 | 14,4             | 155 (2022)                        | 11                 |
| Puyréaux                  | 16272      | Podio-Régaliens | 8,11             | 571 (2022)                        | 70                 |
| Ranville-Breuillaud       | 16275      | Ranvillois      | 12,84            | 164 (2022)                        | 13                 |
| Saint-Amant-de-Boixe      | 16295      | Saint-Amantais  | 22,39            | 1 327 (2022)                      | 59                 |
| Saint-Ciers-sur-Bonnieure | 16307      |                 | 10,44            | 313 (2022)                        | 30                 |
| Saint-Fraigne             | 16317      | Saint-Fraignois | 32,1             | 429 (2022)                        | 13                 |
| Saint-Front               | 16318      | Saint-Frontains | 13,35            | 358 (2022)                        | 27                 |
| Saint-Groux               | 16326      |                 | 4,5              | 130 (2022)                        | 29                 |
| La Tâche                  | 16377      | Tachois         | 7,3              | 106 (2022)                        | 15                 |
| Tusson                    | 16390      | Tussonnais      | 13,97            | 240 (2022)                        | 17                 |
| Val-de-Bonnieure          | 16300      |                 | 28,11            | 1 339 (2022)                      | 48                 |
| Valence                   | 16392      | Valenciens      | 10,87            | 190 (2022)                        | 17                 |
| Ventouse                  | 16396      | Ventousiens     | 10,15            | 121 (2022)                        | 12                 |
| Verdille                  | 16397      | Verdillois      | 14,48            | 383 (2022)                        | 26                 |
| Vervant                   | 16401      | Vervantais      | 9,56             | 147 (2022)                        | 15                 |
| Villejoubert              | 16412      |                 | 7,82             | 367 (2022)                        | 47                 |
| Villognon                 | 16414      |                 | 9,17             | 332 (2022)                        | 36                 |
| Vouharte                  | 16419      | Vouhartais      | 10,64            | 312 (2022)                        | 29                 |
| Xambes                    | 16423      |                 | 5,25             | 235 (2022)                        | 45                 |

### Démographie
| 1968   | 1975   | 1982   | 1990   | 1999   | 2010   | 2015   | 2022   |
| ------ | ------ | ------ | ------ | ------ | ------ | ------ | ------ |
| 20 632 | 20 254 | 20 440 | 20 356 | 20 541 | 22 026 | 22 174 | 22 006 |

## Administration

### Liste des présidents
| Période      | Période      | Identité               | Étiquette | Qualité                        |
| ------------ | ------------ | ---------------------- | --------- | ------------------------------ |
| Janvier 2017 | Juillet 2020 | Jean-Pierre de Fallois |           | Conseiller municipal de Mansle |
| Juillet 2020 | En cours     | Christian Croizard     |           | Maire de Mansle                |

### Siège
10, route de Paris, 16560 Tourriers.

## Compétences
Nombre de compétences exercées en 2017 : 9.
Aménagement de l'espace :
- L’élaboration, la révision et la modification des documents d’urbanisme.
- La réalisation du Schéma de Cohérence territoriale (SCOT).
- L’élaboration de documents prospectifs de développement du territoire.
- La gestion d’un Système d’Information Géographique (SIG).

Culture et lecture publique :
- Gestion des bibliothèques communautaires de Tusson et Saint-Fraigne.
- Propose et finance des spectacles et animations à destination des enfants scolarisés dans les écoles du territoire.

Déchets :
- Adhère au syndicat départemental de déchets CALITOM qui assure la collecte, le tri et le recyclage des déchets.

Économie / Emploi :
- Gestion et entretien des zones d’activités économiques communautaires.
- Financement du dispositif d’aides aux entreprises « ADEL Tpe » , en partenariat avec l’État, le Département et l’Europe.
- Aménagement d’ateliers relais, de multiples ruraux et accompagnement à l’installation des entreprises.
- Accueil de l’antenne Nord de la Chambre d’agriculture depuis 2011.

Enfance / Jeunesse :
- Gestion et finance des maisons de la petite Enfance d’Aigre, de Mansle et de Vars.
- Gestion et finance des centres de loisirs d’Aigre, Mansle et Vars.
- Mise en place, en juin 2015, du Projet Éducatif Territorial (PEDT) dans le cadre de la mise en place des nouveaux rythmes scolaires. S’assure du respect de l’égalité et de la cohérence des contenus pédagogiques proposés aux enfants sur le temps périscolaire et extrascolaire. Met à disposition des écoles communales une équipe d’animateurs diplômés.
- Soutien à plusieurs associations sportives et culturelles dans le cadre de son projet éducatif local.

Environnement :
- Contrôle et conseil aux particuliers en matière d’assainissement individuel dans le cadre du Service Public d’Assainissement Non Collectif (SPANC).
- Réalisation d’études préalables au développement des énergies renouvelables (étude de Zone de Développement de l’Éolien).

Équipements de loisirs :
- Gestion de la piscine de plein air de Mansle, du plan d’eau des Gours, de la baignade du Portal à Vars et du complexe sportif d’Aigre.

Logement et cadre de vie :
- La CDC est partenaire de l’ANAH et du Département dans le cadre du Programme d’Intérêt Général « Habiter mieux » en Charente.
- Possède 22 logements locatifs sur le territoire communautaire.

Tourisme / Patrimoine :
- Participation au financement de l’Office de Tourisme du Ruffécois, à hauteur de 5,98 €/habitant/an.
- Cofinancement de l’opération « Paniers Gourmands » offerts aux touristes, grâce à un partenariat avec les propriétaires de gîtes de tourisme.
- Conception et aménagement des circuits de randonnées pédestres et nautiques.
- Possède la maison du patrimoine de Tusson, dont l’animation a été confiée à l’association du Club MARPEN.
- Soutien financier de l'espace d’architecture romane de l’Abbaye de Saint-Amant-de-Boixe, au titre de sa programmation culturelle.
- Attribution d'aides financières, sous forme de fonds de concours, aux communes de son territoire qui souhaitent restaurer leur patrimoine classé ou inscrit.
- Restauration pour le compte de ses communes certains édifices classés au titre des Monuments Historiques, jugés particulièrement emblématiques.
- Assure des ateliers de médiation sur le patrimoine, à destination des scolaires.